# Farranula curta
Farranula curta är en kräftdjursart som först beskrevs av Farran 1911.  Farranula curta ingår i släktet Farranula och familjen Corycaeidae. Inga underarter finns listade i Catalogue of Life.